# Villa Pacheco
Villa Pacheco ist eine Ortschaft im Departamento Potosí im  südamerikanischen Anden-Staat Bolivien.

## Lage im Nahraum
Villa Pacheco ist zentraler Ort des Kanton Villa Pacheco im Municipio Tupiza in der Provinz Sur Chichas. Die Ortschaft liegt auf einer  Höhe von 2536 m in der fruchtbaren Flussniederung des Río San Juan del Oro an seinem linken Ufer, etwa einhundert Kilometer bevor dieser sich mit dem Río Tumusla vereinigt.

## Geographie
Villa Pacheco liegt im südlichen Teil der kargen Hochebene des bolivianischen Altiplano. Das Klima ist wegen der Binnenlage kühl und trocken und ein typisches Tageszeitenklima, bei dem die mittleren Temperaturschwankungen zwischen Tag und  Nacht in der Regel deutlich größer sind als die jahreszeitlichen Schwankungen.
Die Jahresdurchschnittstemperatur  liegt bei 13 °C (siehe Klimadiagramm Tupiza) und schwankt nur unwesentlich zwischen 8 °C im Juni/Juli und 16 °C von Dezember bis Februar. Der Jahresniederschlag beträgt nur etwa 300 mm, mit einer stark ausgeprägten Trockenzeit von April bis Oktober mit   Monatsniederschlägen unter 10 mm, und einer nur schwach ausgeprägten Feuchtezeit von Dezember bis Februar mit 60–80 mm Monatsniederschlag.

## Verkehrsnetz
Villa Pacheco liegt in einer Entfernung von 328 Straßenkilometern südlich von Potosí, der Hauptstadt des gleichnamigen Departamentos, und 145 Kilometer entfernt von Tarija, der Hauptstadt des Departamento Tarija.
Von Potosí aus führt die vom Titicaca-See kommende Nationalstraße Ruta 1 nach Südosten und erreicht nach 37 Kilometern die Ortschaft Cuchu Ingenio. Hier zweigt die Ruta 14 ab, die in südlicher Richtung über Tumusla, Cotagaita und Hornillos nach 224 Kilometern die Stadt Tupiza erreicht. Von dort aus führt die Ruta 14 weiter über Suipacha und Yuruma vorbei an Mojo und endet in Villazón an der argentinischen Grenze.
Zehn Kilometer südlich von Mojo zweigt eine unbefestigte Landstraße nach Osten ab, die über Tojo und Yunchará nach Tarija führt. In Tojo zweigt eine weitere unbefestigte Straße nach Norden ab, die am Río San Juan entlang führt und nach etwa 19 km Villa Pacheco erreicht.

## Bevölkerung
Die Einwohnerzahl der Ortschaft ist in den vergangenen beiden Jahrzehnten auf die Hälfte zurückgegangen:
| Jahr | Einwohner | Quelle       |
| ---- | --------- | ------------ |
| 1992 | 281       | Volkszählung |
| 2001 | 165       | Volkszählung |
| 2012 | 141       | Volkszählung |
| 2024 |           | Volkszählung |

Die Region weist einen deutlichen Anteil an Quechua-Bevölkerung auf, im Municipio Tupiza sprechen 56 Prozent der Bevölkerung die Quechua-Sprache.